# Faro Punta Médanos
El Faro Punta Médanos es un faro habitado de la Armada Argentina que se encuentra en la ubicación 36°53′00″S 56°40′40.5″O / -36.88333, -56.677917 a aproximadamente 15 kilómetros al norte de Punta Médanos y a 500 m de la línea mareas altas, en el Partido de la Costa en la Provincia de Buenos Aires, Argentina.
El nombre propuesto para el faro se debe a la punta homónima, donde fue erigido. La punta fue descubierta por la expedición de Magallanes el 7 de febrero de 1520 y bautizado como cabo Santa Polonia. Posteriormente este nombre se pierde y aparece el de Punta Médanos, pero en la posición que ocupa actualmente la Punta Querandí. En cartas del año 1820 se transfiere el nombre de Punta Médanos a la antigua punta sur del Cabo San Antonio, siendo así conocida hasta la fecha.
El faro consiste en una torre metálica troncopiramidal que cuenta con una garita a franjas horizontales rojas y blancas. Tiene una altura de 59 metros. En el año 1890 se trajo este faro de Francia, diseñado por la empresa francesa Barbier, Bernard & Turenne, se comenzó con el armado del mismo en 1891 y fue puesto en funcionamiento en 1893. Se trata de un faro eléctrico que cuenta con un equipo de emergencia a gas con la misma característica pero con periodo reducido. Existe al pie del faro una casa.
En páginas web especializadas como MarineTraffic aparece como una ayuda a la navegación marcada como VTS 7010051